# 顧嘉煇金紫荊慈善演唱會
《 顾嘉煇金紫荊慈善演唱会 》( 英語： Dr. Joseph Koo The Gold Bauhinia Charity Concert In Hong Kong)，2016年2月26日及2月27日假红磡體育館举行一连2场，並收錄於《顧嘉煇大師榮休盛典2015.2016雙演唱會》專輯內。

## 主要內容
是次演唱会为「香港乐坛教父」顾嘉煇继去年举行荣休演唱会後決定回馈香港特区政府多年来给予他的荣誉，目的以助人为快樂之本；为本港社會上低下階層及有需要人士进行筹款，其中除了许冠文兼任代言人，还有不少资深歌手倾心演绎煇哥笔下的历年名作；令全港市民也有一个平安及愉快的晚上。

## 參與歌手
- 郑少秋
- 汪明荃
- 关菊英
- 张德兰
- 陳洁灵
- 仙杜拉
- 杜丽莎
- 苏永康
- 吕方
- 罗嘉良
- 区瑞強
- C All Star

## 演绎曲目
1.	Prologue -許冠文
2.	情義兩心堅 -張德蘭
3.	祇有情永在 -張德蘭 區瑞強
4.	奮鬥 -杜麗莎
5.	幸運是我 -杜麗莎
6.	今晚夜 -陳潔靈
7.	星夜星塵 -陳潔靈
8.	鐵血丹心 -陳潔靈 C All Star
9.	世間始終你好 -陳潔靈 C All Star
10.	難為正邪定分界 -C All Star
11.	風雲 -仙杜拉
12.	TALK -許冠文
13.	當年情 -蘇永康
14.	摘星 -蘇永康
15.	季節 -羅家良
16.	過客 -關菊英
17.	上海灘 -葉麗儀
18.	紅顏 -葉麗儀
19.	紫釵恨 -鄭少秋 汪明荃
20.	獅子山下 -群星